# 叶齿鳄属
葉齒鱷（學名：Phyllodontosuchus）是種原始鱷形類動物，屬於喙頭鱷亞目。目前已發現一個顱骨、下頜化石，發現於中國雲南省，年代為侏羅紀早期。葉齒鱷的牙齒形狀為葉狀，類似植食性恐龍的牙齒，顯示牠們是植食性動物，與其他鱷形類動物不同。

## 發現歷史與概述
葉齒鱷的正模標本（編號BVP568-L12）是個被壓碎的顱骨與下頜，發現於中國雲南省的下祿豐組，年代屬於侏羅紀晚期的錫內穆階。同一地點還發現一個摩爾根獸的顱骨。葉齒鱷的顱骨長7.14公分，保存狀態不佳。這個標本最出被認為是個早期鳥臀目恐龍的化石。顱骨的骨頭間沒有縫合處，顯示這個小型動物已經是個成年的個體。葉齒鱷是在2000年由Jerald Harris等人所敘述、命名，模式種是祿豐葉齒鱷（P. lufengensis）。屬名意為「葉狀牙齒的鱷魚」；種名則是以發現化石的祿豐組為名。
葉齒鱷的上頜兩側各有17或18顆牙齒。最前5、6顆牙齒呈圓錐狀，微彎，而後方12顆牙齒呈葉狀、鏟狀。牙齒的形狀並不一致，顯示牠們是異齒型動物。葉齒鱷的牙齒型態類似某些原蜥腳類、或早期鳥臀目恐龍。但是，葉齒鱷的牙齒缺乏稜脊，與早期鳥臀目恐龍（例如賴索托龍）不同；葉齒鱷的牙齒也缺乏鋸齒狀邊緣，與上述植食性恐龍不同。葉齒鱷也缺乏鳥臀目恐龍的前齒骨。科學家根據上述特徵，認為葉齒鱷最類似喙頭鱷類。
目前已發現數種異齒型的喙頭鱷類，例如：裂頭鱷、黃昏鱷、Pedeticosaurus、喙頭鱷。這些喙頭鱷類的頜部牙齒有類似的型態，前方皆為尖狀、微彎的牙齒，中間的牙齒略尖，而後段是接近葉狀的牙齒。另外，有數種後期的小型鱷形類也具有類似異齒型牙齒，例如：貧齒鱷、喀邁拉鱷、馬拉威鱷。科學家認為上述的鱷形類動物可能是植食性動物，而非一般鱷形類的肉食性、食魚性食性。如果葉齒鱷是植食性動物，牠們可能咬碎植物直接吞下，而不經由研磨的階段。